# Sun Wukong

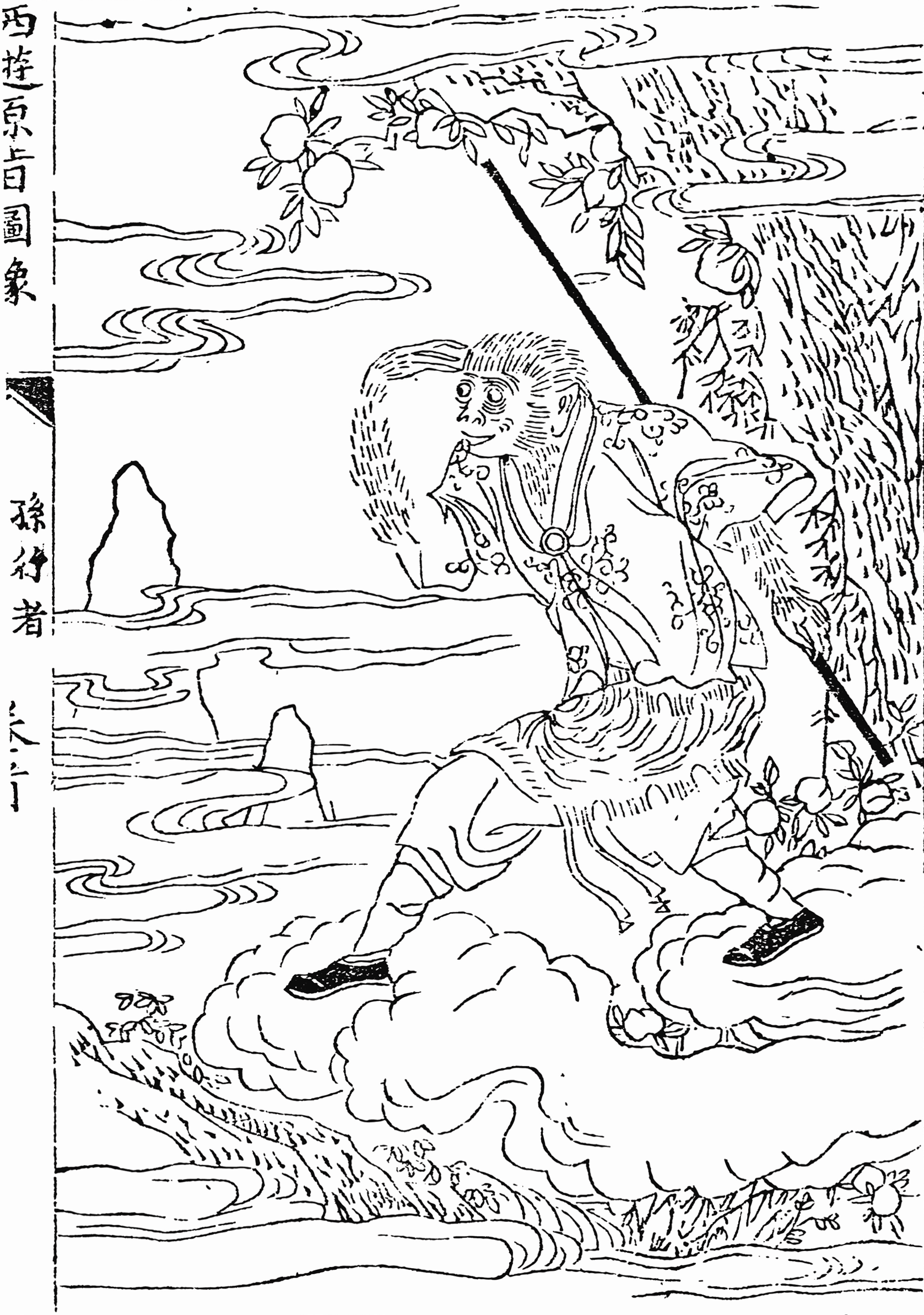
Sun Wukong in einer Illustration zu Die Reise nach Westen aus dem 16. Jh.

Sun Wukong (chinesisch 孫悟空 / 孙悟空, Pinyin Sūn Wùkōng, W.-G. Sun Wu-k'ung) ist im klassischen chinesischen Roman Die Reise nach Westen der König der Affen. Er ist eine ambivalente übernatürliche Wesenheit: „als steinernes Ei aus einem Felsen geboren, befruchtet vom Wind, geschaffen aus den reinen Essenzen des Himmels, den feinen Düften der Erde, der Kraft der Sonne und der Anmut des Mondes“.

## Geschichte
Der König der Affen ist in eine uralte Geschichte eingebettet. Im 7. Jahrhundert machte sich der Mönch Xuanzang von China aus auf den Weg nach Indien, um die heiligen Schriften Buddhas für seinen Kaiser zu holen. Die Reise dauerte sechzehn Jahre, und nach seiner Rückkehr verfasste der Mönch einen ausführlichen Reisebericht. Diese „Reise nach Westen“ ist bis heute eines der wichtigsten historischen Zeugnisse vom Leben in jenen frühen Zeiten. Im Laufe der Jahrhunderte rankten sich Legenden und Märchen um die Pilgerfahrt des Xuanzang – und eine davon ist die Geschichte vom Affenkönig.
Dank der Lehre bei verschiedenen daoistischen Meistern erlernt Sun Wukong nicht nur das Kämpfen, sondern auch die Fähigkeit, sehr hoch zu springen und sich auf 72 verschiedene Weisen zu verwandeln. Der Affenkönig erlangt einen Stab, der seine Größe beliebig ändern kann, und eine Wolke, auf der er fliegt. „Sogleich wird er König, findet einen gesegneten Erdwinkel für sein Volk und hält sein tägliches Bankett mit Behagen. Aber er will mehr – er will Unsterblichkeit und den Thron des Jadekaisers.“
Die gelernten Künste missbraucht er für allerlei Streiche. Schließlich erobert er den Himmel alleine gegen die Armeen des Jadekaisers und zwingt diesen, ihn zu einem himmlischen Gott zu machen. Auch als Gott treibt er weiter Schabernack, bis er durch eine List von Buddha gefangen und für 500 Jahre unter einem Berg gehalten wird. Zur Läuterung darf er schließlich den Mönch Xuanzang auf seiner Reise nach Indien begleiten, wo dieser von Buddha heilige Schriften für China erbitten soll. Auch im weiteren Verlauf der Reise in den Westen bleibt Sun die Hauptfigur des Romans, obwohl er der Diener des Mönches Xuanzang ist. Fast alle Probleme, in die die Reisegruppe gerät, löst Sun entweder selbst durch seine Intelligenz, Kampfkunst und Zauberkraft oder er findet durch seine guten Beziehungen in den Himmel eine Gottheit, die ihm helfen kann.
Die Reise in den Westen kann auch auf einer philosophischen Ebene gelesen werden. Auf dieser Ebene symbolisiert Sun Wukong das menschliche Herz, dessen Vervollkommnung der Roman zum Thema hat. Am Anfang, als Sun den Himmel erobert, ist er egoistisch und genusssüchtig und gleicht sehr den Dämonen, die er später bekämpft und die für Schwierigkeiten bei der Entwicklung von Einsicht und Mitgefühl stehen. Am Ende jedoch wird er selbst zum Buddha.

## Rezeption
Mit seiner Mischung aus ungestümem Verhalten, großem Mut, merkwürdigem Humor und stellenweise überraschender Weisheit ist er der eigentliche Hauptcharakter der Geschichte und ein typischer Trickster: ein heiterer junger Rebell, der die verknöcherte Himmelsherrschaft frech herausfordert.
In Asien gilt der Affe als schlau, klug, liebenswürdig und respektlos. Der Affenkönig aus der Legende – ob unter dem Namen Sun Wukong in China oder Hanuman in Indien – ist eine bis heute sehr populäre Figur. So ist Sun Wukong eine der bekanntesten mythischen Kreaturen, sowohl in China als auch in Korea und Japan. In Korea kennt man ihn als Son Ogong und in Japan Son Gokū. Letzteres ist auch der Name der Hauptfigur der Dragon-Ball-Mangas bzw. -Animes.
Weitere Anspielungen auf Die Reise nach Westen gibt es z. B. in den Mangas Love Hina, Naruto, One Piece und The God of Highschool sowie in den Computerspielen League of Legends, Brawlhalla, Defense of the Ancients, Diablo 3, Enslaved: Odyssey to the West, Gods of Rome, Heroes of the Storm, Hyper Universe, Dota 2, Paragon, Smite, Warframe, Warriors Orochi 2, 3 & 4 sowie AFK Arena und Evertale.
Seit August 2024 gibt es ein gleichnamiges Spiel Black Myth: Wukong zu dem Roman.

## Filme
Auswahl von Filmen zur Figur Sun Wukong
- 1965: Der König der Affen
- 2001: Monkey King – Ein Krieger zwischen den Welten (Serie)
- 2008: The Forbidden Kingdom
- 2014: The Monkey King
- 2015: Der Affenkönig – Ein Held kehrt zurück
- 2016: The Monkey King 2
- 2017: A Korean Odyssey
- 2018: The Monkey King 3
- 2018: The New Legends of Monkey (australisch-neuseeländische Serie)
- 2018: Die Reise nach Westen (Serienumsetzung auf Netflix)
- 2023: American Born Chinese (US-amerikanische Serie)
- 2023: The Monkey King (Animationsfilm)

## Videospiele
- 2009: League of Legends[4]
- 2014: Smite[5]
- 2016: DotA 2[6]
- 2017: For Honor: Shaolin[7]
- 2019: Evertale[8]
- 2024: Black Myth: Wukong
- 2024: Ravenswatch[9]
- 2025 Black Desert Online[10]
- 2025 Supervive

## Moderne Rezeption
Das vorgeschlagene Archaeenphylum „Wukongarchaeota“ aus der Gruppe der Asgard-Archaeen soll nach Sun Wukong benannt werden.